# Swima bombiviridis
Swima bombiviridis wird eine Art von Vielborstern genannt, die bei Berührung grünlich glimmende Körperanhänge abwirft. Der Wurm lebt im Pazifik in Wassertiefen von 2000 bis 3000 Meter. Swima bombiviridis ist die Typusart der Gattung Swima, von der 2011 drei Arten bekannt sind.
Der Artzusatz bombiviridis kommt vom lateinischen bombus, summen, brummen, von dem das englische Wort bomb, Bombe abgeleitet ist. Viridis ist das lateinische Wort für grün.

## Merkmale
Diese mehrere Zentimeter langen Borstenwürmer tragen an jedem Parapodium mehr als 30 Borsten. Die Borsten sind lang, länger als die Körperbreite. Die innere Anatomie ist durch die transparente Körperwand und die gallertartige Hülle sichtbar. Der Kopf besteht aus Prostomium, Peristomium und drei Segmenten ohne Chaetae. Swima bombiviridis ist augenlos.
Von den anderen Arten der Gattung unterscheidet Swima bombiviridis sich durch den transparenten Vorderdarm.

## Lebensweise
Swima bombiviridis schwimmt frei in der Wassersäule. Der Antrieb erfolgt durch die langen Borsten die wie Paddel benutzt werden. Diese Vielborster besitzen bläschenförmige Beutel. Diese befinden sich an jenen vier Körpersegmenten, an denen bei anderen Borstenwürmern Kiemen sitzen. Bei Berührung schnüren sie die Bläschen nach und nach ab. Dann fluoreszieren diese für einige Sekunden grün. Es wird vermutet, dass das zur Verwirrung der Fressfeinde führt. Diese Würmer können die als Blendgranaten wirkenden Beutel nach einiger Zeit regenerieren.

## Quelle
- Karen J. Osborn, Steven H. D. Haddock, Fredrik Pleijel, Laurence P. Madin, Greg W. Rouse: Deep-Sea, Swimming Worms with Luminescent "Bombs". Science, 21. August 2009, Vol. 325, p 964, doi:10.1126/science.1172488 (Online)